# Потенца-Пічена
Потенца-Пічена (італ. Potenza Picena) — муніципалітет в Італії, у регіоні Марке,  провінція Мачерата.
Потенца-Пічена розташована на відстані близько 190 км на північний схід від Рима, 29 км на південь від Анкони, 16 км на північний схід від Мачерати.
Населення — 16 020 осіб (2014).
Щорічний фестиваль відбувається 25 травня (San Girio), 26 липня (Sant'Anna). Покровитель — святий Степан.

## Демографія
Населення за роками:

Станом на 1 січня 2023 року в муніципалітеті офіційно проживали 1224 іноземці з 68 країн, серед них 308 громадян країн Євросоюзу та 44 громадяни України.

## Сусідні муніципалітети
- Чивітанова-Марке
- Монтекозаро
- Монтелупоне
- Порто-Реканаті
- Реканаті